# 嘉华路站
嘉华路站是石家庄地铁2号线的地铁车站，位于中华人民共和国河北省石家庄市裕华区平安南大街与嘉华路交叉口，为2号线南端终点站，亦是石家庄地铁系统中最南端车站，于2020年8月26日开通。

## 车站结构
嘉华路站位于平安南大街与嘉华路交叉口，沿平安南大街设置，呈南北走向，为地下两层岛式站台车站，车站长481.5米，标准段宽20.1米，车站地下一层为站厅层，地下二层为站台层，站台设置全高站台门。车站北侧设有一条单渡线，南侧设置两条出入段线，连通嘉华车辆段。
| 地面              | 出入口 | B、C、D出入口                                                                             |
| 地下一层          | 站厅   | 客服中心、自动售票机、验票机                                                              |
| 地下二层          | 站台   | \| \| \| █ 2号线往柳辛庄（南位） \| \| 島式 · 開左邊车门 \| \| \| \| \| \| █ 2号线落客 \| |
|                   |        | █ 2号线往柳辛庄（南位）                                                                   |
| 島式 · 開左邊车门 |        |                                                                                           |
|                   |        | █ 2号线落客                                                                               |

## 车站出口
嘉华路站目前开放3个出入口，各出口及周围设施如下所示：
| 出口编号                             | 照片 | 地点                               | 可到达目的地   |
| ------------------------------------ | ---- | ---------------------------------- | -------------- |
| 出口 · B · 升降机标志 · 扶手电梯标志 |      | 平安南大街（东侧），嘉华路（南侧） | 商脉建材装饰城 |
| 出口 · C · 扶手电梯标志              |      | 平安南大街（西侧），嘉华路（南侧） |                |
| 出口 · D · 扶手电梯标志              |      | 平安南大街（西侧），嘉华路（北侧） |                |
| 註： 設有 \| 設有扶手電梯            |      |                                    |                |

## 接驳交通

### 公交车
- 嘉华路西口：3路，205路，315路，1001路

## 历史
本站工程名为嘉华站，正式站名为嘉华路站，以车站横跨的嘉华路命名。
- 2018年12月5日，车站主体结构封顶[5]。
- 2020年8月26日，本站随2号线通车开通[2]。
- 2021年1月9日，受新冠疫情影响，车站暂停运营[6]。2月19日，车站恢复运营[7]。
- 2022年8月28日，受新冠疫情影响，车站暂停运营[8]。9月6日，车站恢复运营[9]。